# Campionato europeo maschile di pallacanestro Under-20 2008
L'11º Campionato Europeo maschile Under-20 di Pallacanestro FIBA (noto anche come FIBA EuroBasket Under-20 2008) si è svolto in Lettonia dal 1º al 10 agosto 2008.
Al termine della competizione la Bulgaria under 20 e la Georgia under 20 vennero retrocesse in Division B.

## Risultati

### Prima fase a gruppi

#### Gruppo A
| Squadra  | V - P | Pf -Ps    | Pts        |
| -------- | ----- | --------- | ---------- |
| Lituania | 3 - 0 | 271 - 237 | 6          |
| Ucraina  | 1 - 2 | 263 - 258 | 4 (1–1 +7) |
| Croazia  | 1 - 2 | 234 - 256 | 4 (1–1 –3) |
| Grecia   | 1 - 2 | 218 - 235 | 4 (1–1 –4) |

#### Gruppo B
| Squadra | V - P | Pf - Ps   | Pts |
| ------- | ----- | --------- | --- |
| Italia  | 2 - 1 | 198 - 200 | 5   |
| Turchia | 2 - 1 | 207 - 182 | 5   |
| Israele | 1 - 2 | 216 - 224 | 4   |
| Georgia | 1 - 2 | 201 - 216 | 4   |

#### Gruppo C
| Squadra    | V - P | Pf - Ps   | Pts |
| ---------- | ----- | --------- | --- |
| Montenegro | 3 - 0 | 227 - 197 | 6   |
| Spagna     | 2 - 1 | 222 - 204 | 5   |
| Lettonia   | 1 - 2 | 205 - 204 | 4   |
| Bulgaria   | 0 - 3 | 219 - 268 | 3   |

#### Gruppo D
| Squadra  | V- P  | Pf - Ps   | Pts |
| -------- | ----- | --------- | --- |
| Francia  | 3 - 0 | 262 - 197 | 6   |
| Serbia   | 2 - 1 | 243 - 236 | 5   |
| Russia   | 1 - 2 | 234 - 241 | 4   |
| Slovenia | 0 - 3 | 193 - 258 | 3   |

### Qualifying round
|  | Ammesse alle semifinali                  |
|  | Ammesse ai confronti per il 5º-8º posto  |
|  | Ammesse ai confronti per il 9º-12º posto |

#### Gruppo E
| Squadra  | V - P | Pf - Ps   | Pts        |
| -------- | ----- | --------- | ---------- |
| Lituania | 4 - 1 | 427 - 393 | 9 (1–1 +6) |
| Turchia  | 4 - 1 | 371 - 344 | 9 (1–1 +1) |
| Italia   | 4 - 1 | 401 - 331 | 9 (1–1 –7) |
| Ucraina  | 2 - 3 | 409 - 437 | 7          |
| Croazia  | 1 - 4 | 352 - 402 | 6          |
| Israele  | 0 - 5 | 332 - 385 | 5          |

#### Gruppo F
| Squadra    | V - P | Pf - Ps   | P.ti        |
| ---------- | ----- | --------- | ----------- |
| Serbia     | 4 - 1 | 405 - 371 | 9           |
| Spagna     | 3 - 2 | 368 - 343 | 8 (1–1 +11) |
| Montenegro | 3 - 2 | 364 - 333 | 8 (1–1 +5)  |
| Francia    | 3 - 2 | 382 - 401 | 8 (1–1 –16) |
| Lettonia   | 2 - 3 | 344 - 362 | 7           |
| Russia     | 0 - 5 | 346 - 399 | 5           |

### Classification round
|  | Retrocesse in Division B |

#### Gruppo G
| Squadra  | V - P | Pf - Ps   | Pts         |
| -------- | ----- | --------- | ----------- |
| Grecia   | 2 - 1 | 265 - 201 | 5 (1–1 +34) |
| Slovenia | 2 - 1 | 246 - 232 | 5 (1–1 +5)  |
| Bulgaria | 2 - 1 | 227 - 251 | 5 (1–1 –39) |
| Georgia  | 1 - 2 | 224 - 278 | 3           |

### Fase ad eliminazione diretta

#### Tabellone gare 9º - 12º posto
|  | Playoffs | Playoffs | Playoffs |         |        | Nono posto       | Nono posto       | Nono posto       |  |
|  |          |          |          |         |        |                  |                  |                  |  |
|  | Russia   | Russia   | 79       |         |        |                  |                  |                  |  |
|  | Russia   | Russia   | 79       |         |        |                  |                  |                  |  |
|  | Croazia  | Croazia  | 69       |         |        |                  |                  |                  |  |
|  | Croazia  | Croazia  | 69       |         | Russia | Russia           | 83               |                  |  |
|  |          |          |          |         | Russia | Russia           | 83               |                  |  |
|  |          |          | Israele  | Israele | 67     |                  |                  |                  |  |
|  | Israele  | Israele  | Israele  | Israele | 67     | 86               |                  |                  |  |
|  | Israele  | Israele  |          |         |        | 86               |                  |                  |  |
|  | Lettonia | Lettonia | 83       |         |        | Undicesimo posto | Undicesimo posto | Undicesimo posto |  |
|  | Lettonia | Lettonia | 83       |         |        |                  |                  |                  |  |
|  |          |          |          |         |        |                  |                  |                  |  |
|  |          |          |          |         |        | Croazia          | Croazia          | 70               |  |
|  |          |          |          |         |        | Croazia          | Croazia          | 70               |  |
|  |          |          |          |         |        | Lettonia         | Lettonia         | 94               |  |

#### Tabellone gare 5º - 8º posto
|  | Playoffs   | Playoffs   | Playoffs |        |            | Quinto posto  | Quinto posto  | Quinto posto  |  |
|  |            |            |          |        |            |               |               |               |  |
|  | Montenegro | Montenegro | 90       |        |            |               |               |               |  |
|  | Montenegro | Montenegro | 90       |        |            |               |               |               |  |
|  | Ucraina    | Ucraina    | 53       |        |            |               |               |               |  |
|  | Ucraina    | Ucraina    | 53       |        | Montenegro | Montenegro    | 79            |               |  |
|  |            |            |          |        | Montenegro | Montenegro    | 79            |               |  |
|  |            |            | Italia   | Italia | 63         |               |               |               |  |
|  | Italia     | Italia     | Italia   | Italia | 63         | 71            |               |               |  |
|  | Italia     | Italia     |          |        |            | 71            |               |               |  |
|  | Francia    | Francia    | 56       |        |            | Settimo posto | Settimo posto | Settimo posto |  |
|  | Francia    | Francia    | 56       |        |            |               |               |               |  |
|  |            |            |          |        |            |               |               |               |  |
|  |            |            |          |        |            | Ucraina       | Ucraina       | 78            |  |
|  |            |            |          |        |            | Ucraina       | Ucraina       | 78            |  |
|  |            |            |          |        |            | Francia       | Francia       | 96            |  |

#### Tabellone finale
|  | Playoffs | Playoffs | Playoffs |          |        | Finale      | Finale      | Finale      |  |
|  |          |          |          |          |        |             |             |             |  |
|  | Serbia   | Serbia   | 90       |          |        |             |             |             |  |
|  | Serbia   | Serbia   | 90       |          |        |             |             |             |  |
|  | Turchia  | Turchia  | 69       |          |        |             |             |             |  |
|  | Turchia  | Turchia  | 69       |          | Serbia | Serbia      | 96          |             |  |
|  |          |          |          |          | Serbia | Serbia      | 96          |             |  |
|  |          |          | Lituania | Lituania | 89     |             |             |             |  |
|  | Lituania | Lituania | Lituania | Lituania | 89     | 96          |             |             |  |
|  | Lituania | Lituania |          |          |        | 96          |             |             |  |
|  | Spagna   | Spagna   | 79       |          |        | Terzo posto | Terzo posto | Terzo posto |  |
|  | Spagna   | Spagna   | 79       |          |        |             |             |             |  |
|  |          |          |          |          |        |             |             |             |  |
|  |          |          |          |          |        | Turchia     | Turchia     | 72          |  |
|  |          |          |          |          |        | Turchia     | Turchia     | 72          |  |
|  |          |          |          |          |        | Spagna      | Spagna      | 91          |  |

## Classifica finale
| Campione d'Europa | Campione d'Europa | Campione d'Europa | Campione d'Europa |
| --- | ----------------- | --- | ----------------- |
| Serbia under 204 Jeremić, 5 Sinovec, 6 Despotović, 7 Koprivica, 8 Kešelj, 9 Katnić, 10 Stojačić, 11 Radetić, 12 Marjanović, 13 Raduljica, 14 Čakarević, 15 Mačvan, All. Slobodan Klipa |                   | |                   |
| Argento | Lituania          | Lituania under 204 Janavičius, 5 Vasiliauskas, 6 Juškevičius, 7 Lipkevičius, 8 Motiejūnas, 9 Žabas, 10 Ūzas, 11 Brazdauskis, 12 Valukonis, 13 Gecevičius, 14 Skurdauskas, 15 Čepukaitis, All. Rimvydas Samulėnas               |                   |
| Bronzo | Spagna            | Spagna under 205 Marco, 6 López, 8 Tomàs, 9 Llorca, 10 Rubio, 11 Colom, 12 Rabaseda, 13 de la Fuente, 14 Raya, 15 Aguilar, 16 Vega, 17 Claver, All. Gustavo Aranzana                                                           |                   |
| 4. | Turchia           | Turchia under 204 Balbay, 5 Hersek, 6 Gen, 7 Güney, 8 Yıldız, 9 Önen, 10 Sevinç, 11 Görür, 12 Karabıyık, 13 Tunca, 14 Özcan, 15 Özdemir, All. Orhun Ene                                                                        |                   |
| 5. | Montenegro        | Montenegro under 204 Vranješ, 5 Bjelica, 6 Đoković, 7 Stijepović, 8 Ðurišić, 9 Pavličević, 10 Šehović, 11 Gajović, 13 Ljujić, 15 Dašić, 16 Bijelić, 17 Vujošević, All. Dejan Radonjić                                          |                   |
| 6. | Italia            | Italia under 204 Tomassini, 5 Rullo, 6 Eliantonio, 7 Giuri, 8 Ammannato, 9 D'Ercole, 10 Aradori, 11 Bonessio, 12 Raspino, 13 Cutolo, 14 Mazzola, 15 Ferrero, All. Stefano Sacripanti                                           |                   |
| 7. | Francia           | Francia under 204 Eito, 5 Heurtel, 6 Diot, 7 M'Baye, 8 Jomby, 9 Houmounou, 10 Casseus, 11 Jackson, 12 Séraphin, 13 Tillie, 14 Vaty, 15 Moerman, All. Richard Billant                                                           |                   |
| 8. | Ucraina           | Ucraina under 204 Tončenko, 5 Popov, 6 Lukašov, 7 Hladyr, 8 Kol'čenko, 9 Sizov, 10 Šurmel, 11 Parvadov, 12 Novikov, 13 Tymofejenko, 14 Norenko, 15 Larin, All. Denys Žuravlov                                                  |                   |
| 9. | Russia            | Russia under 204 Novikov, 5 Golovin, 6 Korčagin, 7 Chvostov, 8 Syrovatko, 9 Žukov, 10 Šved, 11 Antonov, 12 Krivošeev, 13 Zabelin, 14 Neljubov, 15 Jakovenko, All. Sergej Bazarevič                                             |                   |
| 10. | Israele           | Israele under 204 Stolero, 5 Daniel, 6 Ronen, 7 Gonshor, 8 Shoutvin, 9 Mekel, 10 Brandwein, 11 Asante, 12 Brenner Ackerman, 13 Bukra, 14 Lioutrine, 15 Pitshon, All. Ariel Beit Halahmy                                        |                   |
| 11. | Lettonia          | Lettonia under 204 Strēlnieks, 5 Kaufmanis, 6 Virsis, 7 Silavs, 8 Kanbergs, 9 Bertāns, 10 Kuksiks, 11 Freimanis, 12 Šeļakovs, 13 Bērziņš, 14 Plivda, 15 Celmiņš, All. Agris Galvanovskis                                       |                   |
| 12. | Croazia           | Croazia under 204 Petani, 5 Klarica, 6 Filipović, 7 Bubalo, 8 Mileković, 9 Krušlin, 10 Šakić, 11 Hajdić, 12 Vukičević, 13 Šarlija, 14 Đugum, 15 Bilan, All. Ivan Sunara                                                        |                   |
| 13. | Grecia            | Grecia under 204 Mpogrīs, 5 Matalon, 6 Michaloglou, 7 Giannakidīs, 8 Giannopoulos, 9 Sakellariou, 10 Karavasanīs, 11 Koukounias, 12 Tsairelīs, 13 Sigkounas, 14 Lymperopoulos, 15 Calathes, All. Giōrgos Sigalas               |                   |
| 14. | Slovenia          | Slovenia under 204 Trampuš, 5 Virk, 6 Tomić, 7 Lapornik, 8 Mulalić, 9 Vujasinović, 10 Gavrić, 11 Bilić, 12 Muha, 13 Dragić, 14 Čigoja, 15 Alispahić, All. Miro Alilović                                                        |                   |
| Retrocesse in Division B |                   | |                   |
| 15. | Bulgaria          | Bulgaria under 204 Istiljanov, 5 Vasilev, 6 Kolev, 7 Ivanov, 8 Kostov, 9 Iliev, 10 Marinov, 11 Lilov, 12 Hristov, 13 Mihajlov, 14 Vaklinov, 15 Cvetkov, All. Ivan Čolakov                                                      |                   |
| 16. | Georgia           | Georgia under 204 Gulisabedashvili, 5 Shengelia, 6 Pirvelashvili, 7 Tsivtsivadze, 8 Tsekvava, 9 Shermadini, 10 Ivaneishvili, 11 Jgerenaia, 12 Gaprindashvili, 13 Matiashvili, 14 Nozadze, 15 Patsatsia, All. David Ustiashvili |                   |

## Riconoscimenti ai giocatori

### MVP del torneo
- Miroslav Raduljica

### Miglior quintetto del torneo
- Miroslav Raduljica
- Quino Colom
- Martynas Gecevičius
- Víctor Claver
- Vladimir Dašić

## Statistiche
Punti
| Pos. | Nome                | Punti | Gare | PPG  |
| ---- | ------------------- | ----- | ---- | ---- |
| 1.   | Vladimir Dašić      | 182   | 8    | 22,8 |
| 2.   | Giorgi Shermadini   | 129   | 6    | 21,5 |
| 3.   | Martynas Gecevičius | 164   | 8    | 20,5 |
| 3.   | Aleksej Šved        | 151   | 8    | 18,9 |
| 5.   | Ivan Lilov          | 113   | 6    | 18,8 |

Rimbalzi
| Pos. | Nome               | Rim. | Gare | RPG  |
| ---- | ------------------ | ---- | ---- | ---- |
| 1.   | Miroslav Raduljica | 87   | 8    | 10,9 |
| 2.   | Giorgi Shermadini  | 63   | 6    | 10,5 |
| 3.   | Vladimir Dašić     | 71   | 8    | 8,9  |
| 4.   | Miro Bilan         | 69   | 8    | 8,6  |
| 5.   | Levan Shengelia    | 51   | 6    | 8,5  |

Assist
| Pos. | Nome                  | Ass. | Gare | APG |
| ---- | --------------------- | ---- | ---- | --- |
| 1.   | Quino Colom           | 49   | 8    | 6,1 |
| 2.   | Giorgi Gaprindashvili | 27   | 5    | 5,4 |
| 3.   | Doğuş Balbay          | 39   | 8    | 4,9 |
| 4.   | Žygimantas Janavičius | 38   | 8    | 4,8 |
| 5.   | Vladyslav Tonchenko   | 37   | 8    | 4,6 |